# Xingang, Dongyuan
Xingang är en köping i sydöstra Kina. Den ligger i Dongyuan härad i staden Heyuan i provinsen Guangdong, omkring 160 kilometer nordost om provinshuvudstaden Guangzhou. Antalet invånare är 11 119. Befolkningen består av 5 290 kvinnor och 5 829 män. Barn under 15 år utgör 19,0 %, vuxna 15-64 år 72 %, och äldre över 65 år 7,0 %.